# Bộ Hồ tiêu
Bộ Hồ tiêu (danh pháp khoa học: Piperales) là một bộ thực vật có hoa. Các hệ thống phân loại mới nhất nói chung coi nó là một phần của phức hợp Mộc lan (Magnoliids) trong thực vật hai lá mầm cổ. Bộ này chứa 4-5 họ (tùy theo hệ thống phân loại) với khoảng 17 chi và 4.090 loài.
Họ Aristolochiaceae nói chung được đưa vào trong bộ Piperales, nhưng một số hệ thống phân loại đưa nó vào bộ riêng của chính nó, gọi là Aristolochiales. Trong hệ thống Cronquist (1981) thì họ Chloranthaceae cũng được đặt trong bộ Piperales này.

#### Phân bố
Đông Nam Bộ, có Bình Phước và Bà Rịa-Vũng Tàu
Tây Nguyên có diện tích hồ tiêu lớn là ở Đăk Lăk, Gia Lai và Đăk Nông
Bắc Trung Bộ là Quảng Trị và ở Duyên Hải Nam Trung Bộ là Bình Thuận
Trước đây cây hô tiêu là cây dại dược từ trước thế kỷ 16 và thế kỷ 17 được di thực trông nhiều ở Việt Nam.

## Các họ
- Aristolochiaceae: Khoảng 5-8 chi, 480 loài
  - Có thể tách ra thành họ Lactoridaceae như một họ riêng rẽ với 1 chi (Lactoris) và 1 loài (Lactoris fernandeziana) ở quần đảo Juan Fernández của Chile.
- Hydnoraceae: Khoảng 2 chi với 7 loài
- Piperaceae: Khoảng 5 chi với 3.600 loài
- Saururaceae: Khoảng 5 chi, 6 loài